# 常山属
常山属（学名：Dichroa）是绣球科下的一个属，为灌木植物。该属共有13种，分布于印度、马来西亚。
属名Dichroa源于希腊语dio（二）和chros（异色）的合成词，指花二色。

## 物种
本属包括以下物种：
- 常山 Dichroa febrifuga
- 大明常山 Dichroa daimingshanensis
- 广东常山 Dichroa fistulosa
- 硬毛常山 Dichroa hirsuta
- 海南常山 Dichroa mollissima
- Dichroa versicolor
- 罗蒙常山 Dichroa yaoshanensis
- 云南常山 Dichroa yunnanensis